# Торпе
Торпе́ (італ. Torpè, сард. Torpè) — муніципалітет в Італії, у регіоні Сардинія,  провінція Нуоро.
Торпе розташоване на відстані близько 280 км на південний захід від Рима, 165 км на північ від Кальярі, 50 км на північний схід від Нуоро.
Населення — 2944 особи (2014).

## Демографія
Населення за роками:

Станом на 1 січня 2023 року в муніципалітеті офіційно проживало 90 іноземців з 16 країн, серед них 48 громадян країн Євросоюзу та 3 громадяни України.

## Сусідні муніципалітети
- Будоні
- Лоде
- Падру
- Позада
- Сан-Теодоро
- Сініскола